# Colline de Vuno
 (avril 2020).
 (août 2024).
Si vous disposez d'ouvrages ou d'articles de référence ou si vous connaissez des sites web de qualité traitant du thème abordé ici, merci de compléter l'article en donnant les références utiles à sa vérifiabilité et en les liant à la section « Notes et références ».
La colline de Vuno (en albanais : Bokërrimat e Vunoit), est une colline située dans la municipalité de Vlorë dans le sud-ouest de l'Albanie. 
Elle est reconnue comme zone protégée en 2002 et couvre une superficie de 10 hectares.